# Southgate (Londen)
Southgate is een wijk in het Londense bestuurlijke gebied Enfield, in de regio Groot-Londen.

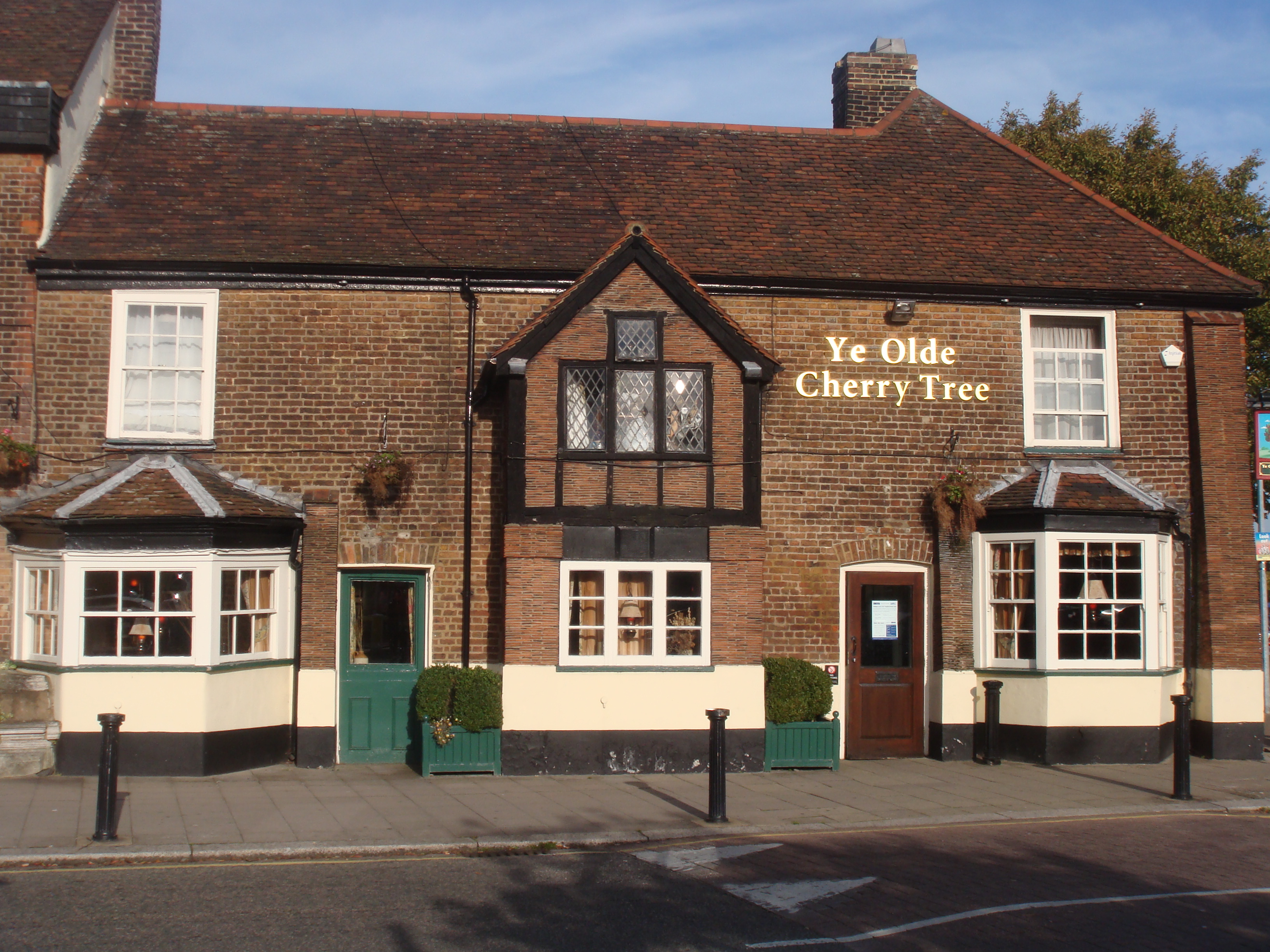
Ye Olde Cherry Tree
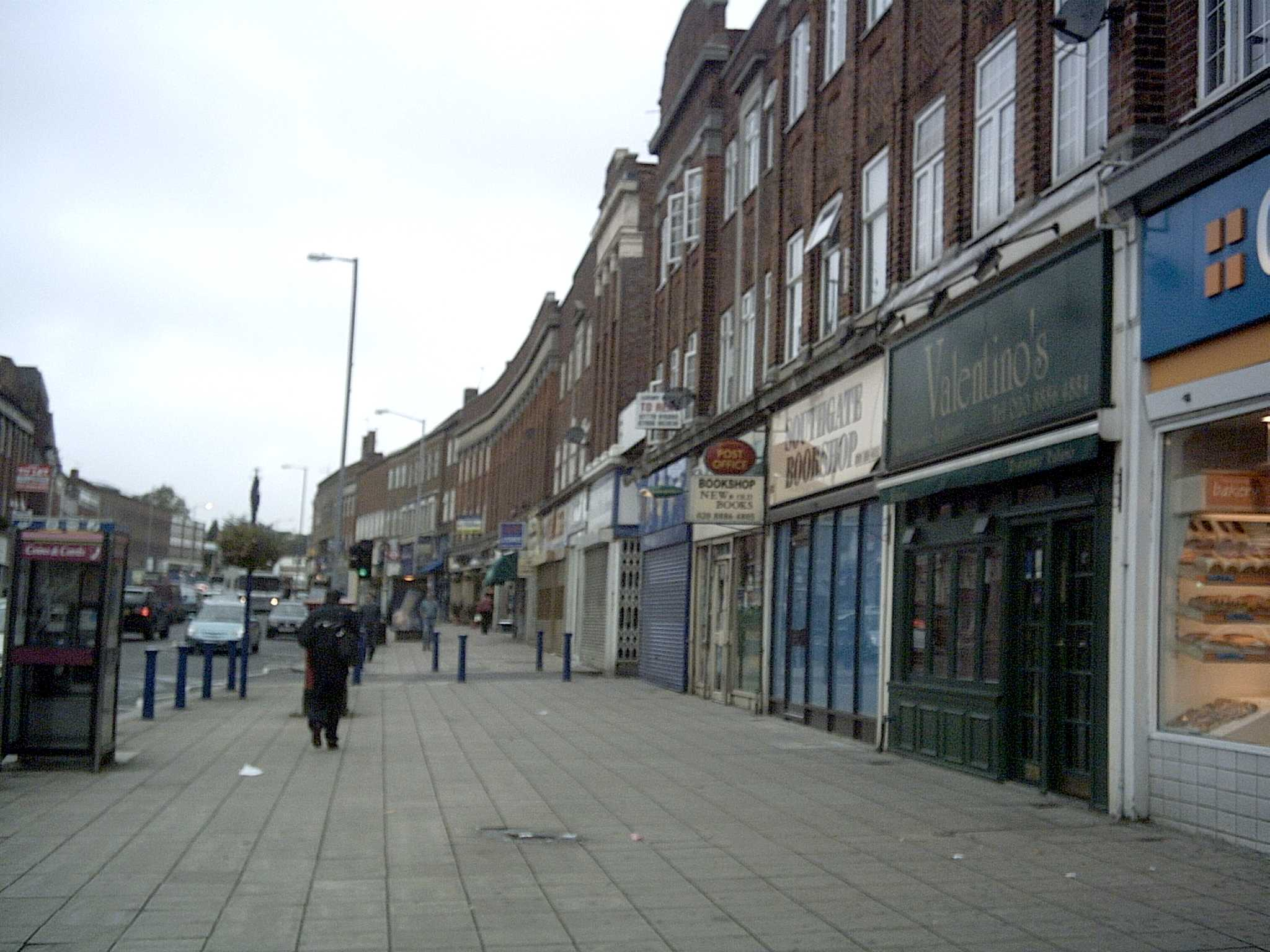
Chase Side
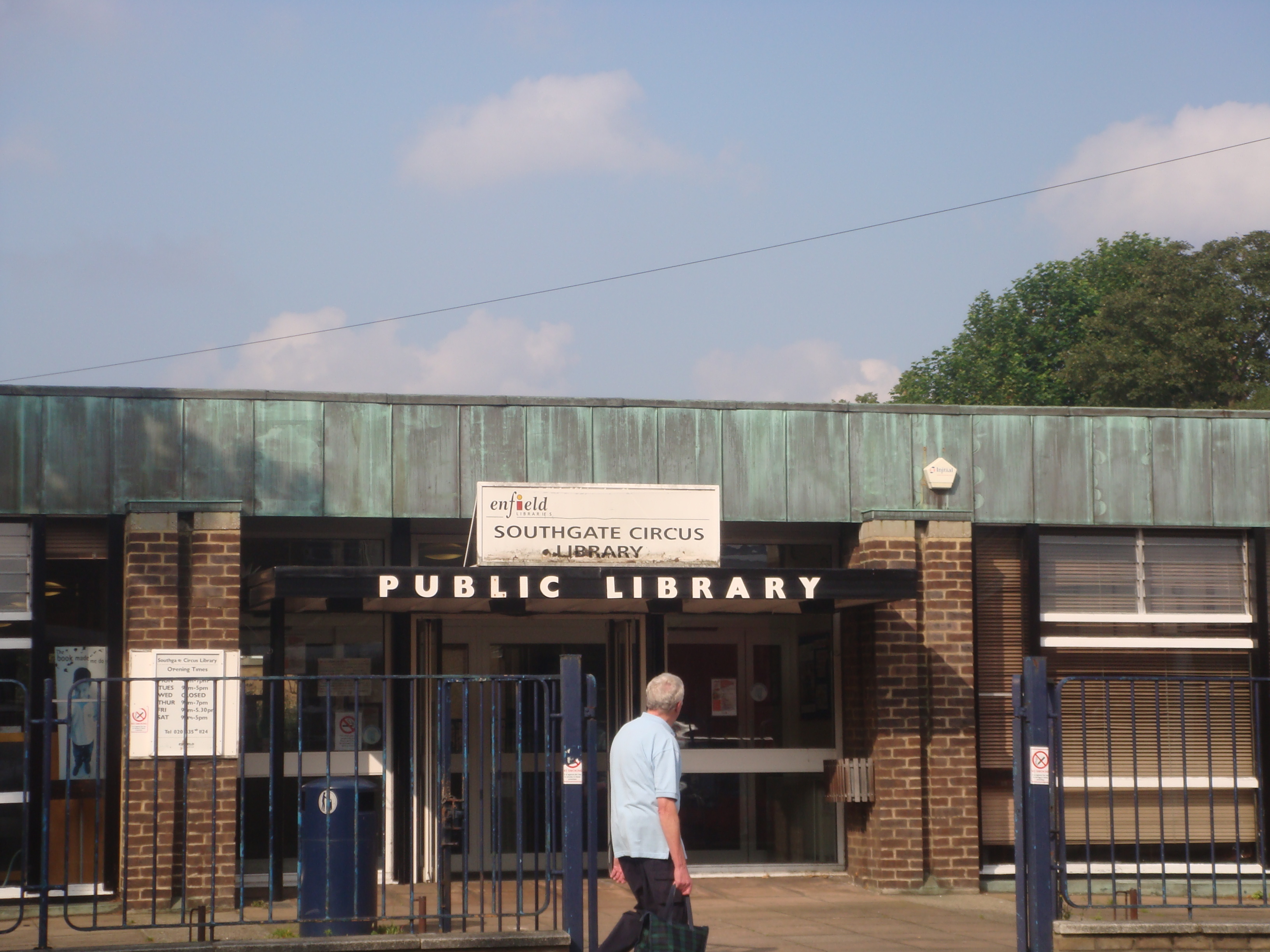
Openbare bibliotheek

## Geboren
- Amy Winehouse (1983-2011), jazz- en soulzangeres
- Rachel Stevens (1978), zangeres, model en actrice
- Simon Andrew Hicks Mayo (1958), radiopresentator